# Runer Jonsson
Runer Jonsson (Nybro, 29 giugno 1916 – 29 ottobre 2006) è stato un giornalista e scrittore svedese.
È stato redattore del Nybro Tidning ed ha scritto la serie di libri per bambini Vike Viking, adattata per l'animazione come Vicky il vichingo.